# New Day (Thin Lizzy)
New Day è il primo EP dei Thin Lizzy, pubblicato nel 1971.

## Tracce
1. Dublin
2. Remembering Part 2 (New Day)
3. Old Moon Madness
4. Thins Aint Working Out Down Al The Farm

## Formazione
- Phil Lynott - voce solista, basso, chitarra acustica
- Eric Bell - chitarra solista, chitarra a 12 corde
- Brian Downey - batteria, percussioni